# Linnaemya pallidohirta
Linnaemya pallidohirta là một loài ruồi trong họ Tachinidae.